# Hekinan
Hekinan (Japans: 碧南市, Hekinan-shi) is een stad in de Japanse prefectuur Aichi. De oppervlakte van deze stad is 35,86 km² en eind 2009 had de stad ruim 72.000 inwoners.
De stad is omgeven door water: het Aburagafuchimeer in het noorden, de rivier Yahagi in het oosten en de Kinuura uitloper van de Ise-baai in het zuiden en westen.

## Geschiedenis
Hekinan werd op 5 april 1948 een stad (shi) na samenvoeging van de gemeentes Ohama (大浜町, Ōhama-chō), Shinkawa (新川町, Shinkawa-chō), Tanao (棚尾町, Tanao-chō) en het dorp Asahi (旭村, Asahi-mura) van het district Hekikai.
Op 26 september 1959 werd de stad zwaar getroffen door de Isewan tyfoon (internationaal bekend als Tyfoon Vera (1959) of onder nummer 5915).

## Economie
Heikinan produceert traditionele producten zoals sake, mirin, sojasaus, smederijproducten en keramiek.
Modernere industrieën in Hekinan zijn de automobielindustrie en de voedselverwerkende industrie.
Bekende landbouwproducten van Hekinan zijn wortelen en uien. Ook visserij is belangrijk in Hekinan.

## Verkeer
Hekinan ligt aan de Mikawa-lijn van de Nagoya Spoorwegmaatschappij (Meitetsu) en aan de Hekinan-lijn van de Kinuura Rinkai Spoorwegmaatschappij.
Hekinan ligt aan de nationale autoweg 247.

## Bezienswaardigheden
- Aoipark, een botanische tuin
- Tatsukishi Fujii museum voor moderne kunst
- Zeeaquarium
- Myofuku-ji tempel, met de Shiki Bishamonten, een van de drie afbeeldingen van Bishamon in Japan, waar elke derde van de maand een festival is waarbij gebeden wordt voor voorspoed voor de familie
- Aburagafuchimeer en -moeras, met een rijke natuur doordat het water verloopt van zout naar zoet

## Partnersteden
Hekinan heeft een stedenband met
- Pula, Kroatië
- Edmonds, Washington, VS

## Aangrenzende steden
- Anjo
- Handa
- Nishio
- Takahama

## Geboren in Hekinan
- Kenzo Suzuki (鈴木 健想, Suzuki Kenzō), professioneel worstelaar